# Jabugo

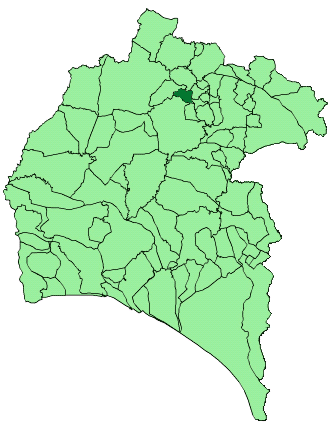
Bản đồ Jabugo, Huelva

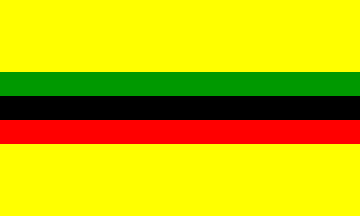
Cờ Jabugo.

Jabugo là một đô thị ở tỉnh Huelva, Tây Ban Nha. Theo điều tra dân số năm 2005, đô thị này có dân số 2.475 người. Năm 2007, ước dân số là 2435 người. Diện tích đô thị này là 25 km² với mật độ dân số 99,0 người/km². Đô thị này có tọa độ 37º 55' độ vĩ bắc, 6º 43' độ kinh đông. Jabugo nằm trên độ cao 658 trên mực nước biển và cách tỉnh lỵ Huelva 112 km.